# Max Bach (Kunsthistoriker)
Max Bach (* 17. Oktober 1841 in Stuttgart; † 5. Februar 1914 ebenda) war ein deutscher Maler, Graphiker, Kunsthistoriker und Kunstsammler.

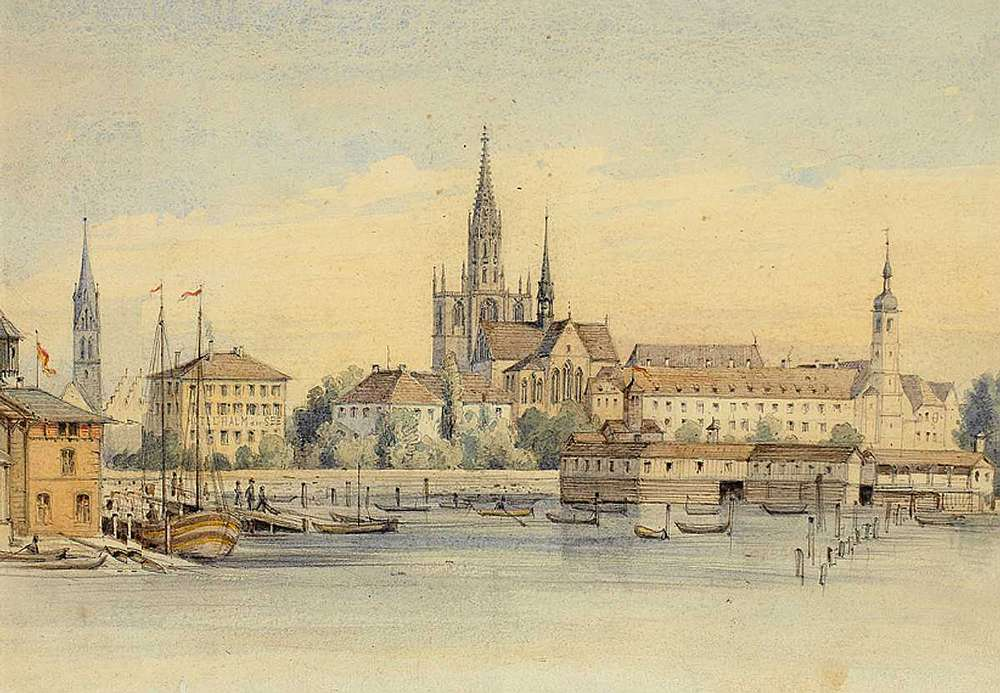
Max Bach: Panorama von Konstanz, Aquarell auf Bleistift (um 1900)

## Leben
Max Bach war ein Sohn des Kartographen, Malers und Zeichners Heinrich Bach (1812–1870) und dessen Frau, einer ehemaligen Hofdame Sabine Ludovika geb. von Stetten. Sein Bruder war der Bildhauer Hermann Bach. Den ersten Malunterricht erhielt er von seinem Vater.und dem Maler Caspar Obach. Seit 1858 studierte Bach an der Königlichen Kunstschule Stuttgart Landschaftsmalerei bei Heinrich Funk. In den Jahren 1864 bis 1866 studierte er Architektur und technisches Zeichnen am Polytechnikum Stuttgart. Nach dem Abschluss dieses Studiums studierte er noch in den Jahren 1868–70 Lithographie, Radierung und Kunstgeschichte an den Kunsthochschulen in Nürnberg und München.
Anschließend arbeitete er eine Zeitlang als Lehrer: in 1871–73 an der Real- und Handwerkerschule in Alzey, 1875–76 an der Zeichen- und Modelierschule in Basel, und 1877–83 in Ulm. 1882 malte er den Chor der evangelischen gotischen Kirche in Ettlenschieß aus. Seit 1883 bis zu seinem Tod lebte Bach wieder in seiner Geburtsstadt Stuttgart, wo er sich auf der kunsthistorisch-schriftstellerischen Tätigkeit konzentrierte. Zu seinen Schriften schuf er auch eigene Illustrationen. In den Jahren 1889–1891 war er zudem im statistischen Landesamt und ab 1904 im Verwaltungsausschuss der Sammlungen der vaterländischen Kunst- und Altertumsdenkmale tätig. Außerdem war er immer wieder verschiedenartig künstlerisch tätig.

## Künstlerische Arbeiten (Auswahl)

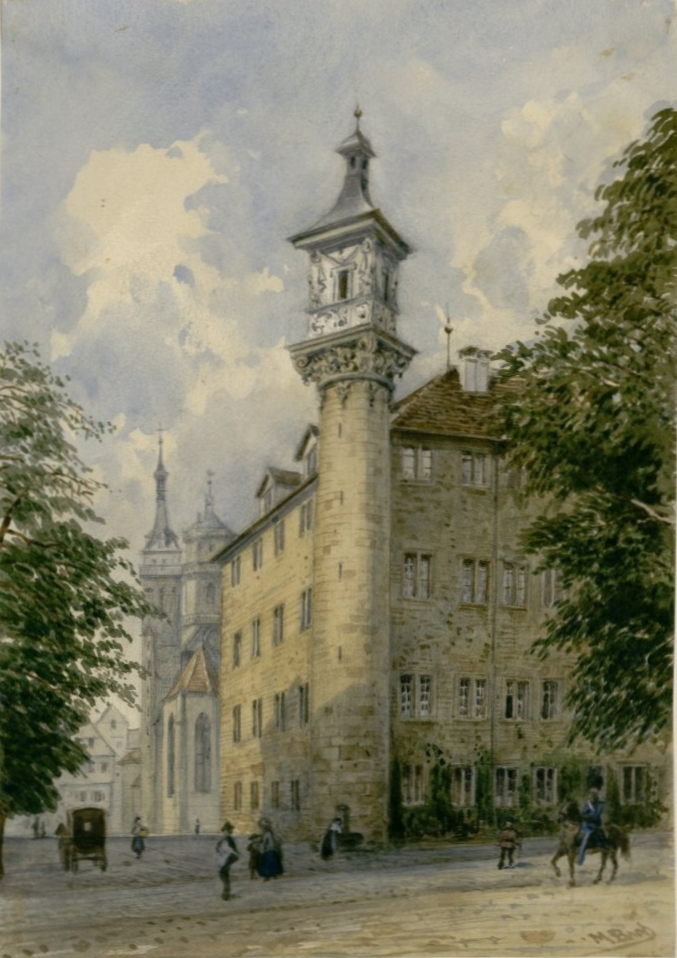
Max Bach: Alte Kanzlei in Stuttgart mit der Merkursäule, Aquarell (1880)

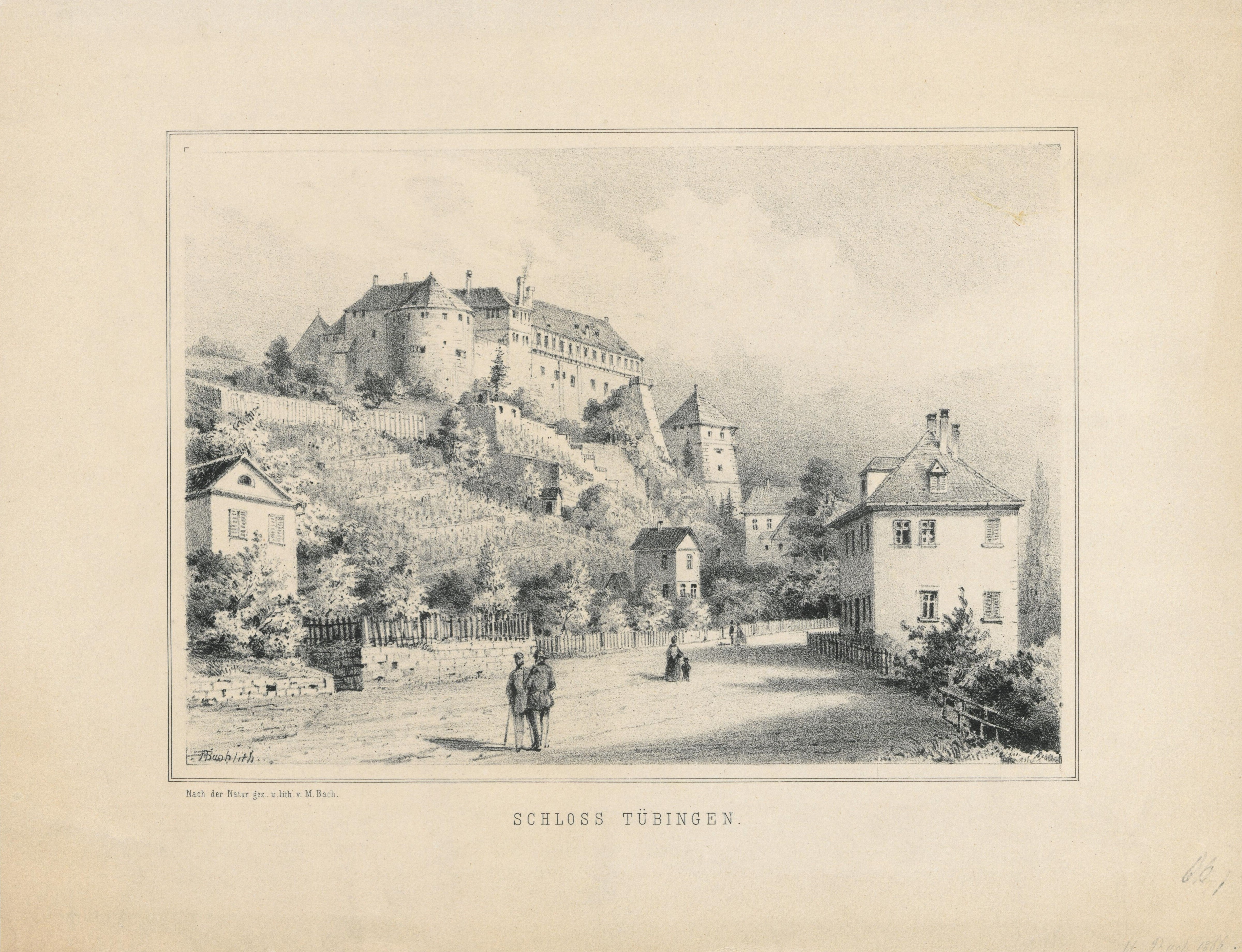
Max Bach: Schloss Hohentübingen von der Neckarhalde, Lithographie (um 1860)

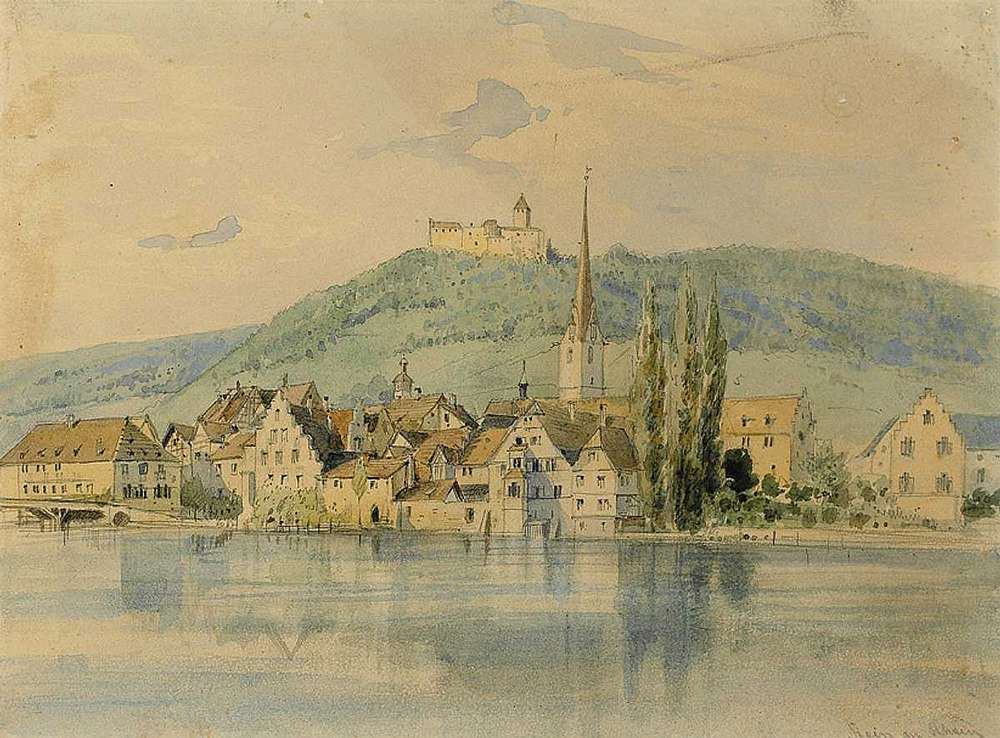
Max Bach: Stein am Rhein mit der Burg Hohenklingen, Aquarell auf Bleistift

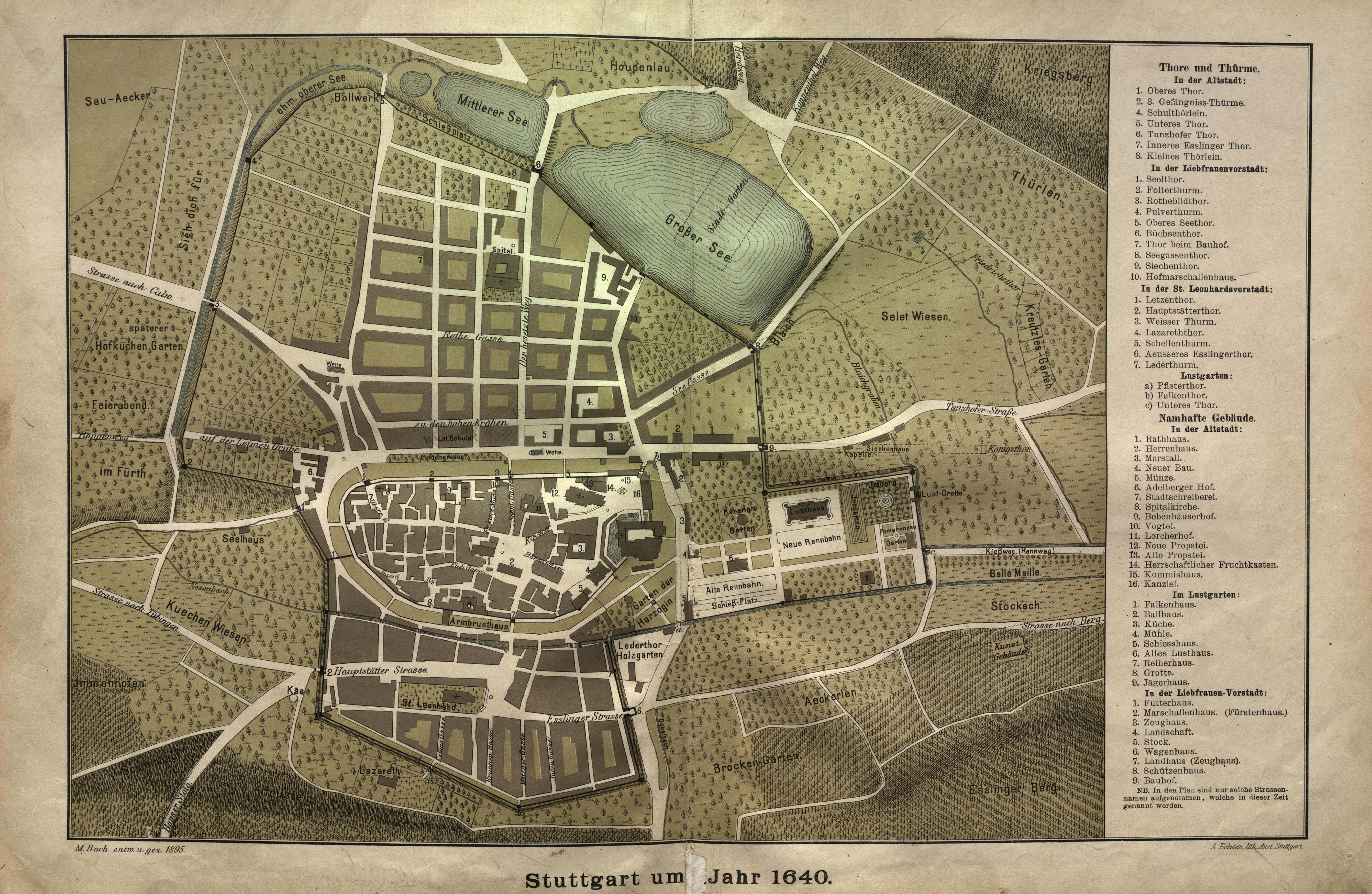
Max Bach: Stadtplan von Stuttgart um 1640, Lithographie aus Bilder aus Alt-Stuttgart (1895)

- 1866: Ansicht von Niedernhall, Bleistiftzeichnung
- 1866: 2 Längsschnitte des Westportals der Pfarrkirche in Niedernhall, Federzeichnung/Aquatinta
- 1866: Das Lenninger Tal, Stuttgart, lithographiertes Panorama
- 1867: Alte Prospekte von Stuttgart, Stuttgart, 2 Lithographien
- 1869–71 Architektonische Skizzen aus Nürnberg, 30 Radierungen
- 1892: Ansicht von Künzelsau, Federzeichnung
- um 1910: 2 Ansichten von Schloss Stetten, Federzeichnung, Staatliches Amt für Denkmalpflege
- um 1910: Ansicht von Burg Tierberg, Federzeichnung
- 1912: Ansicht von Jagstberg, Tuschezeichnung

## Veröffentlichungen (Auswahl)
- Denkmale deutscher Kaiser. In: Kunstchronik, 1873, 8, S. 392–397.
- Musterbuch für Zeichner, Lithographen, Graveure und Kunstgewerbe. Karlsruhe 1873.
- Historischer Plan der ehemaligen Reichsstadt Nürnberg. E. Nister’s Kunstanstalt, Nürnberg o. J. [1882] (Digitalisat der Bayerischen Staatsbibliothek).
- Das Monogramm Sürlins. In: Kunstchronik, 1884, 19, S. 493–496.
- Das Musterbuch eines Harnischätzers. In: Zeitschrift des Badischen Kunstgewerbevereins zu Karlsruhe, 2, 1886, S. 81–83.
- Die Grabdenkmale und Totenschilde des Münsters zu Ulm. In: Württembergische Vierteljahrshefte für Landesgeschichte, NF, 1893, 2, S. 129–161.
- Beziehungen des Martin Schongauer zu Ulm. In: Archiv für christliche Kunst, 1893, 11, S. 53–56.
- Bilder aus Alt-Stuttgart, gesammelt und mit Text versehen von Max Bach und Carl Lotter. Lutz, Stuttgart 1896 (unveränderter Nachdruck: DRW-Verlag, Leinfelden-Echterdingen 1983, ISBN 3-87181-234-X).
- Grabdenkmale im Kloster Wiblingen. In: Archiv für christliche Kunst, 1896, 14, S. 108–110.
- Die Baumeister des Heidelberger Schlosses. In: Kunstchronik, NF, 1896, 7, S. 33–37.
- Mittelalterliche Holzskulpturen aus Oberschwaben im bayerischen Nationalmuseum. In: Archiv für christliche Kunst, 1896, 14, S. 38–39.
- Stuttgarter Kunst, 1794–1860. Nach gleichzeitigen Berichten, Briefen und Erinnerungen. Stuttgart 1900 (archive.org).
- Max Bach: Cloß, Adolf. In: Allgemeine Deutsche Biographie (ADB). Band 47, Duncker & Humblot, Leipzig 1903, S. 500 f.
- Ueber die ursprüngliche Anlage des Klosters St. Gallen. In: Diözesan-Archiv von Schwaben, 1903, 21, S. 81–84.
- Der Streit um das Stuttgarter Lusthaus. In: Kunstchronik, NF, 1903, 14, S. 256–259.
- Der angebliche Irene-Ring im Kloster Lorch. In: Archiv für christliche Kunst, 1903, 21, S. 32–33.
- Der angebliche Irene-Ring. In: Mitteilungen des Württembergischen Kunstgewerbevereins, 1903/1904, 2, S. 253–256.
- Max Bach: ADB:Hallberger, Eduard von. In: Allgemeine Deutsche Biographie (ADB). Band 49, Duncker & Humblot, Leipzig 1904, S. 721 f.
- Romanische Reliquienkästchen in Württemberg. In: Archiv für christliche Kunst, 1904, 22, S. 11–13.
- Hans Multscher in neuer Beleuchtung. In: Archiv für christliche Kunst, 1904, 22, S. 119–122.
- Zur Grünewald-Forschung. In: Archiv für christliche Kunst, 1905, 23, S. 114–116.
- Neue Altarwerke im Museum vaterländischer Altertümer in Stuttgart. In: Archiv für christliche Kunst, 1905, 23, S. 81–83.
- Die Welfen- und Hohenstaufenbilder im Kloster Weingarten. In: Diözesan-Arichiv von Schwaben, 1906, 24, S. 177–181.
- Vom Ulmer Münster. In: Kunstchronik, NF, 1908, 19, S. 122–123.
- Über die Örtlichkeit der Varusschlacht. Besondere Beilage des Staats-Anzeigers für Württemberg, 1911, 21, S. 321–336.
- Holbein der Altere. Gemälde im Dom zu Augsburg. In: Archiv für christliche Kunst, 1911, 29, S. 119–121.
- Die Stammburg Wirtenberg. Bonz, Stuttgart 1912.
- Die erste Ummauerung der Stadt Nürnberg. In: Der Burgwart. Mitteilungsblatt der Deutschen Burgenvereinigung e. V. zum Schutze Historischer Wehrbauten, Schlösser und Wohnbauten, 1913, 14, S. 12–17.